# Иво Йосипович
Иво Йосипович (на хърватски: Ivo Josipović) е хърватски политик, президент на Хърватия от 19 февруари 2010 до 18 февруари 2015 г.
През 2015 г. основава лявоцентристката партия „Напред, Хърватия! – Прогресивен алианс“. Бил е член на Съюза на комунистите на Югославия и на Социалдемократическата партия на Хърватия.
Йосипович е юрист и музикант: завършил е Юридическия факултет в Загребския университет и Музикалната академия на Загреб, в които понастоящем преподава. Защитава дисертация (1994) на тема „Правото на арест и задържане под стража в наказателно-процесуалното право“, има научна степен доктор и научно звание професор. Автор е 85 научни работи в хърватски и задгранични издания. Професор е по наказателен процес в Загребския университет. Автор е на повече от 50 музикални композици.
От съпругата си Татяна Клепац има дъщеря Лана, родена през 1991 г.
Освен родния си хърватски, говори отлично английски, а има също така познания по немски език.